# 相羽としえ
相羽 としえ（あいば としえ 1965年 - ）は愛知県出身のフリーアナウンサー、スポーツライター、政治家。

## 人物
現あま市出身。金城学院大学卒業後、1993年、東海ラジオ放送アナウンサーとして入社。中日ドラゴンズ戦中継のベンチレポーターなどを担当。2002年に退職、フリーアナウンサー兼スポーツライターに転向し、東海地方のテレビ番組、新聞・雑誌にコラムを出稿。
2017年、沖縄県に移住。総務省主催「地域町おこし協力隊」の一員として与那原町に在住。2021年、同町町議会議員当選。